# Henze Boekhout
Henze Boekhout (2. února 1947 Haarlem, Nizozemsko – 3. prosince 2024) byl nizozemský umělec a fotograf. Od roku 2002 přednášel na Univerzitě umění v Utrechtu.

## Život a práce
Boekhout se vypracoval na samouka ve fotografii. Zpočátku se věnoval cestovatelské fotografii, ale po reportážích o Maroku a Japonsku se od ní odvrátil. Koncem 70. let sestrojil svůj vlastní fotoaparát 30×40, aby dospěl k zásadním myšlenkám o fotografii. Zúčastnil se Photographia Buffa s některými fotografickými reliéfy a zároveň rozvinul formu fotografie, která se promítla do jeho knihy Seconds First (1993). Během této doby byl inspirován raným dílem Luigiho Ghirriho, New English Sculpture a fotografickými díly Constantina Brâncușiho.
Boekhout realizoval různé, většinou veřejné zakázky, jako například sérii o Haarlemu v roce 1994 pro Muzeum Franse Halse a Spaarnestad Photo archiv u příležitosti 750. výročí a v roce 2003 fotografickou knihu o architektuře Nieuwe Toneelschuur, tzv. nové divadlo v Haarlemu. Dělal monumentální užitou fotografii pro architekturu. Příkladem toho je skleněná stěna Crimescope o rozměrech 2,5 × 17 m pro vstupní halu nového Forenzního ústavu v Ypenburgu od architektů Clause a Kaana. Jeho práce byly vystaveny na různých skupinových i samostatných výstavách. Naposledy (2007) vydal uměleckou knihu o New Yorku s téměř třímetrovým leporelem.

## Výstavy
- 'Henze Boekhout a Paul Bogaers: Objektivnost', De Vishal, Haarlem, 2001
- 'Beeckestijn Revisited', Kunstlijn 2004, Museum Beeckestijn, Velzen-Zuid, 2004
- 'Constructed Moment' KW14, Den Bosch, 2005
- 'Kleine zaal gaat GROOT deel II', De Vishal, Haarlem, 2007
- 'Stedelijke Photography Utrecht', Centraal Museum, Utrecht, 2008

## Publikace
- Seconds First 1993. ISBN 90-6579-041-1
- 20 Towers 2007.
- Jets 2008.[3]

## Sbírky
Díla autora jsou v následujících sbírkách:
- Stedelijk Museum, Amsterdam[4]
- Huis Marseille, Amsterdam,[5]
- New York Public Library/ Spencer Collection, and
- Fotomuseum, Rotterdam.[6]